# 시사집중 11
시사집중 11은 KBS춘천 1라디오에서 2012년 10월 22일부터 2019년 2월 26일까지 7년간 방송했던 시사교양 프로그램이다.
진행자는 윤만오 아나운서이며, 방송시간은 평일 오전 11시 10분부터 오전 11시 40분까지이다.